# Втрати 40-ї окремої бригади морської піхоти (РФ)
У статті наведено подробиці втрат 40-ї бригади морської піхоти Збройних сил РФ у різних військових конфліктах.

## Російсько-українська війна
| п/п | Прізвище, ім'я, по-батькові                                                         | Звання                                                                                              | Дата народження | Дата смерті   | Місце смерті                             |
| --- | ----------------------------------------------------------------------------------- | --------------------------------------------------------------------------------------------------- | --------------- | ------------- | ---------------------------------------- |
| 1.  | Лямін Марат Сергійович (рос. Лямин Марат Сергеевич)                                 | матрос, дшб                                                                                         | 14.03.2002      | 05.03.2022    | Бучанський район                         |
| 2.  | Кузнєцов Олег Олексійович (рос. Кузнецов Олег Алексеевич)                           | гвардії матрос                                                                                      | 19.05.2001      | 06.03.2022    |                                          |
| 3.  | Абсаматов Ахмед Іманалійович (рос. Абсаматов Ахмед Иманалиевич)                     | матрос                                                                                              | 13.12.2002      | 18.03.2022    |                                          |
| 4.  | Асадуллахзаде Мурад Гадір Огли (рос. Асадуллахзаде Мурад Гадир Оглы)                | старший матрос                                                                                      | 18.01.1992      | 21.03.2022    |                                          |
| 5.  | Кусаєв Руслан Жуматаєвич (рос. Кусаев Руслан Жуматаевич)                            | старший сержант, командир взводу                                                                    | 27.02.1992      | 21.03.2022    |                                          |
| 6.  | Новіков Олександр Олександрович (рос. Новиков Александр Александрович)              | матрос                                                                                              | 08.04.1993      | 21.03.2022    |                                          |
| 7.  | Сомік Ігор Костянтинович (рос. Сомик Игорь Константинович)                          | старший лейтенант, командир роти                                                                    | 05.11.1994      | 21.03.2022    |                                          |
| 8.  | Лобачов Олександр Олександрович (рос. Лобачев Александр Александрович)              | молодший сержант                                                                                    | 08.04.1993      | 23.03.2022    |                                          |
| 9.  | Бекназаров Яшнар Рустамович (рос. Бекназаров Яшнар Рустамович)                      | старший лейтенант, командир роти дшб                                                                | 13.06.1994      | 24.03.2022    |                                          |
| 10. | Булгаков Сергій Євгенович (рос. Булгаков Сергей Евгеньевич)                         | молодший сержант, командир дшвід                                                                    | 07.02.1994      | 26.03.2022    |                                          |
| 11. | Данилов Дмитро Олегович (рос. Данилов Дмитрий Олегович)                             | сержант, командир відділення розвідки                                                               | 20.12.1992      | 26.03.2022    | Луганська область                        |
| 12. | Іванов Харитон Михайлович (рос. Иванов Харитон Михайлович)                          | старший лейтенант                                                                                   | 04.05.1995      | 28.03.2022    |                                          |
| 13. | Подоленко Микита Миколайович (рос. Подоленко Никита Николаевич)                     | матрос                                                                                              | 01.02.2001      | 01.04.2022    |                                          |
| 14. | Матвєєв Руслан Ігорович (рос. Матвеев Руслан Игоревич)                              | матрос, навідник                                                                                    | 22.12.2002      | 06.04.2022    |                                          |
| 15. | Федоров Олексій Ігорович (рос. Федоров Алексей Игоревич)                            | сержант, старший розвідник РР РБ                                                                    | 18.04.1988      | 17.04.2022    | Луганська область                        |
| 16. | Пистін Ілля Володимирович (рос. Пыстин Илья Владимирович)                           | матрос                                                                                              | 15.10.1995      | 18.04.2022    | поблизу м.Попасна, Луганська область     |
| 17. | Кяшкін Данило Євгенович (рос. Кяшкин Даниил Евгеньевич)                             | старший лейтенант, командир роти РХБЗ                                                               | 01.03.1996      | 20.04.2022    |                                          |
| 18. | Горошевський Максим Васильович (рос. Горошевский Максим Васильевич)                 | молодший сержант                                                                                    | 07.04.1989      | 27.04.2022    |                                          |
| 19. | Крашенинников Олександр Костянтинович (рос. Крашенинников Александр Константинович) | сержант                                                                                             | 30.03.1991      | 27.04.2022    |                                          |
| 20. | Хабібуллін Раміс Хансевярович (рос. Хабибуллин Рамис Хансевярович)                  | матрос, відділ збору та евакуації поранених МедВ                                                    | 11.01.1995      | 21.05.2022    |                                          |
| 21. | Ргебаєв Тимур Єрболович (рос. Ргебаев Тимур Ерболович)                              | молодший сержант, санітар-стрілок дшб                                                               | 21.11.1991      | 28.05.2022    | Луганська область                        |
| 22. | Борок Гліб Альбертович (рос. Борок Глеб Альбертович)                                | старший матрос, старший телефоніст взводу зв'язку                                                   | 26.03.1999      | 29.05.2022    |                                          |
| 23. | Ламонов Іван Петрович (рос. Ламонов Иван Петрович)                                  | матрос                                                                                              | 24.12.1998      | 29.05.2022    |                                          |
| 24. | Сьомін Олександр Андрійович (рос. Сёмин Александр Андреевич)                        | старший сержант                                                                                     | 04.05.1987      | 01.06.2022    |                                          |
| 25. | Лісовський Олександр Анатолійович (рос. Лесовский Александр Анатольевич)            | старший сержант                                                                                     |                 | 02.06.2022    |                                          |
| 26. | Банніков Юрій Олександрович (рос. Банников Юрий Александрович)                      | молодший сержант                                                                                    | 07.03.1981      | 02.06.2022    |                                          |
| 27. | Коп'єв Максим Дмитрович (рос. Копьёв Максим Дмитриевич)                             | старший матрос, дшб                                                                                 | 13.08.2001      | 02.06.2022    | Луганська область                        |
| 28. | Міхєєв Олексій Веніамінович (рос. Михеев Алексей Вениаминович)                      | сержант, командир відділення інженерної розвідки                                                    | 14.09.1982      | 03.06.2022    | м.Попасна, Луганська область             |
| 29. | Паклєнков Сергій Іванович (рос. Пакленков Сергей Иванович)                          | старший матрос                                                                                      | 26.11.1997      | 03.06.2022    |                                          |
| 30. | Горлов Роман Віталійович (рос. Горлов Роман Витальевич)                             | сержант, командир відділення                                                                        | 05.05.1995      | 05.06.2022    |                                          |
| 31. | Лимарьов Олексій Сергійович (рос. Лымарев Алексей Сергеевич)                        | старший лейтенант, командир роти                                                                    | 15.10.1995      | 05.06.2022    |                                          |
| 32. | Олійников Павло Сергійович (рос. Олейников Павел Сергеевич)                         | матрос                                                                                              | 11.09.2002      | 05.06.2022    |                                          |
| 33. | Поляков Олексій Валентинович (рос. Поляков Алексей Валентинович)                    | старший сержант                                                                                     | 28.08.1976      | 05.06.2022    |                                          |
| 34. | Валієв Даніс Афкатович (рос. Валиев Данис Афкатович)                                | молодший сержант, кулеметник                                                                        | 08.01.2001      | 05.06.2022    |                                          |
| 35. | Єпонцинцев Віктор Олексійович (рос. Епонцинцев Виктор Алексеевич)                   | матрос, радіотелефоніст взводу зв'язку                                                              |                 | до 06.06.2022 |                                          |
| 36. | Арєстов Антон Анатолійович (рос. Арестов Антон Анатольевич)                         | сержант, командир відділення розвідки ву гсадн                                                      | 15.10.1995      | 07.06.2022    |                                          |
| 37. | Торов Олег Олегович (рос. Торов Олег Олегович)                                      | кулеметник дшб                                                                                      | 20.11.1990      | 11.06.2022    | Врубівка, Луганська область              |
| 38. | Леконцев Олександр Володимирович (рос. Леконцев Александр Владимирович)             | старший матрос, дшр                                                                                 | 06.07.1992      | 12.06.2022    |                                          |
| 39. | Дмитрієв Олег Олексійович (рос. Дмитриев Олег Алексеевич)                           | старший матрос                                                                                      | 22.12.1997      | 12.06.2022    |                                          |
| 40. | Саттаров Азіз Шавкатович (рос. Саттаров Азиз Шавкатович)                            | матрос, водій електростанції взводу зв'язку                                                         | 26.07.1995      | 12.06.2022    |                                          |
| 41. | Мещанінов Єгор Валерійович (рос. Мещанинов Егор Валерьевич)                         | матрос, розвідник-кулеметник розвід. відділення                                                     | 1999            | 14.06.2022    |                                          |
| 42. | Самодєлкін Роман Олегович (рос. Самоделкин Роман Олегович)                          | | 01.10.1994      | до 15.06.2022 | Первомайська ЦМБЛ                        |
| 43. | Калінін Іван Олександрович (рос. Калинин Иван Александрович)                        | | 01.10.1994      | до 15.06.2022 | Первомайська ЦМБЛ                        |
| 44. | Миргородський Павло Юрійович (рос. Миргородский Павел Юрьевич)                      | | 28.08.1994      | до 15.06.2022 | Первомайська ЦМБЛ                        |
| 45. | Полуша Денис Геннадійович (рос. Полуша Денис Геннадьевич)                           | | 13.09.1999      | до 15.06.2022 | Первомайська ЦМБЛ                        |
| 46. | Солоний Дмитро Вікторович (рос. Соленый Дмитрий Викторович)                         | | 08.04.1994      | до 15.06.2022 | Первомайська ЦМБЛ                        |
| 47. | Кудрявець Богдан Сергійович (рос. Кудрявец Богдан Сергеевич)                        | | 09.12.1995      | до 15.06.2022 | Первомайська ЦМБЛ                        |
| 48. | Аксьонов Ілля Сергійович (рос. Аксёнов Илья Сергеевич)                              | | 08.02.1999      | до 15.06.2022 | Первомайська ЦМБЛ                        |
| 49. | Штанаков Сузан Валерійович (рос. Штанаков Сузан Валерьевич)                         | | 16.09.1989      | до 15.06.2022 | Первомайська ЦМБЛ                        |
| 50. | Асмус Володимир Вікторович (рос. Асмус Владимир Викторович)                         | сержант                                                                                             | 05.07.1981      | 15.06.2022    |                                          |
| 51. | Трапезніков Олексій Сергійович (рос. Трапезников Алексей Сергеевич)                 | матрос                                                                                              | 13.02.1988      | 18.06.2022    |                                          |
| 52. | Дівєєв Василь Вікторович (рос. Дивеев Василий Викторович)                           | старший сержант                                                                                     | 12.07.1988      | 22.06.2022    |                                          |
| 53. | Карабейніков Тимофій Геннадійович (рос. Карабейников Тимофей Геннадьевич)           | сержант                                                                                             | 05.04.1978      | 26.06.2022    |                                          |
| 54. | Шафігуллін Ільнар Дамірович (рос. Шафигуллин Ильнар Дамирович)                      | матрос                                                                                              | 19.05.1999      | 26.06.2022    |                                          |
| 55. | Зуєв Сергій Валерійович (рос. Зуев Сергей Валерьевич)                               | матрос, водій дшб                                                                                   | 16.05.1998      | 26.06.2022    |                                          |
| 56. | Махмудов Андрій Ахатович (рос. Махмудов Андрей Ахатович)                            | сержант                                                                                             | 29.08.1982      | 02.07.2022    |                                          |
| 57. | Єфімов Віктор Євгенович (рос. Ефимов Виктор Евгеньевич)                             | молодший сержант, водій дшвід                                                                       |                 | до 06.07.2022 |                                          |
| 58. | Перетолчин Іван Володимирович (рос. Перетолчин Иван Владимирович)                   | старший матрос                                                                                      | 04.07.1992      | 06.07.2022    |                                          |
| 59. | Альохін Сергій Олексійович (рос. Алехин Сергей Алексеевич)                          | матрос                                                                                              | 27.01.1987      | 11.07.2022    |                                          |
| 60. | Сулейманов Казанфер Сулейманович (рос. Сулейманов Казанфер Сулейманович)            | саперно-інженерний підрозділ                                                                        | 1987            | 06.08.2022    | помер після поранення отриманого у липні |
| 61. | Сат Кайгал-Маадир Володимирович (рос. Сат Кайгал-Маадыр Владимирович)               | матрос, гранатометник                                                                               | 28.05.1990      | 14.08.2022    |                                          |
| 62. | Ніколаєв Євген Вікторович (рос. Николаев Евгений Викторович)                        | молодший сержант                                                                                    | 23.07.1984      | 17.08.2022    |                                          |
| 63. | Кисельов Сергій Олександрович (рос. Киселев Сергей Александрович)                   | матрос                                                                                              | 18.07.1993      | 14.09.2022    | Харківська область                       |
| 64. | Заїкін Олександр Віталійович (рос. Заикин Александр Витальевич)                     | матрос                                                                                              |                 | до 17.09.2022 |                                          |
| 65. | Веселов Іван Павлович (рос. Веселов Иван Павлович)                                  | матрос, кулеметник дшвід дшв дшр дшб                                                                | 06.06.2003      | 01.10.2022    |                                          |
| 66. | Рябошапко Дмитро Віталійович (рос. Рябошапко Дмитрий Витальевич)                    | старший матрос                                                                                      |                 | до 06.10.2022 |                                          |
| 67. | Крапівін Артем Сергійович (рос. Крапивин Артём Сергеевич)                           | старший лейтенант                                                                                   | 11.10.1995      | 08.10.2022    |                                          |
| 68. | Циденжапов Бімба Циденович (рос. Цыденжапов Бимба Цыденович)                        | матрос                                                                                              | 07.04.2000      | до 15.10.2022 |                                          |
| 69. | Джурук Василь Володимирович (рос. Джурук Василий Владимирович)                      | старший матрос                                                                                      | 26.02.1981      | 29.10.2022    | с. Павлівка (Волноваський район)         |
| 70. | Арсеньєв Борис (рос. Арсеньев Борис)                                                | матрос, радіотелефоніст-планшетист ЗРАДн                                                            |                 | 03.11.2022    |                                          |
| 71. | Бондар Олег Леонідович (рос. Бондарь Олег Леонидович)                               | старший сержант, стрілок дшвід                                                                      | 24.04.1971      | 06.11.2022    | с. Павлівка (Волноваський район)         |
| 72. | Князєв Дмитро Олександрович (рос. Князев Дмитрий Александрович)                     | молодший сержант, кулеметник дш відділення, дшв дшр дшб                                             | 02.08.1977      | 11.11.2022    |                                          |
| 73. | Мороз Олексій Вікторович (рос. Мороз Алексей Викторович)                            | рядовий, снайпер                                                                                    | 1981            | 12.11.2022    | с. Павлівка (Волноваський район)         |
| 74. | Буланов Сергій Миколайович (рос. Буланов Сергей Николаевич)                         | механік-водій стрілкової роти (снайперів)                                                           |                 | 16.11.2022    | с. Павлівка (Волноваський район)         |
| 75. | Саїдов Руслан Садикович (рос. Саидов Руслан Садыкович)                              | рядовий, гранатометник дшб                                                                          |                 | 16.11.2022    |                                          |
| 76. | Келлер Олег Андрійович (рос. Келлер Олег Андреевич)                                 | старший матрос, старший інструктор – старший водолаз циклу практичної підготовки навчального центру | 08.08.1997      | 18.11.2022    |                                          |
| 77. | Козаченко Максим (рос. Козаченко Максим)                                            | гвардії матрос, кулеметник дш відділення                                                            |                 | 19.11.2022    |                                          |
| 78. | Стромилов Дмитро Андрійович (рос. Стромилов Дмитрий Андреевич)                      | єфрейтор, командир відділення ремв ав                                                               | 13.04.2000      | 29.12.2022    | під Угледаром                            |
| 79. | Гоголєв Олександр Вікторович (рос. Гоголев Александр Викторович)                    | старший лейтенант, рр рб                                                                            |                 | до 25.01.2023 |                                          |
| 80. | Віст-Кузьмицький Ілля Вікторович (рос. Вист-Кузьмицкий Илья Викторович)             | старший сержант, командир дшвід                                                                     | 22.09.1989      | 24.04.2023    |                                          |
| 81. | Павлов Іван Сергійович (рос. Павлов Иван Сергеевич)                                 | матрос                                                                                              | 09.06.2001      | 15.09.2023    |                                          |
| 82. | Лубсанов Батор Жамсаранович (рос. Лубсанов Батор Жамсаранович)                      | старший сержант                                                                                     | 24.07.2001      | 10.10.2023    |                                          |
| 83. | Ступін Олександр Миколайович (рос. Ступин Александр Николаевич)                     | | 10.07.1986      | 11.05.2024    |                                          |